# 马敖·赛依提哈木扎
马敖·赛依提哈木扎（羅馬化：Mağaw Seyitqamza；1957年5月—），男，哈萨克族，新疆精河人，中华人民共和国政治人物，曾任新疆维吾尔自治区人民政府副主席、新疆维吾尔自治区政协副主席，第十三届全国政协委员。